# Championnat de Polynésie française de football 2016-2017
Navigation
Saison précédente Saison suivante
La saison 2016-2017 du Championnat de Polynésie française de football est la soixante-dixième édition du championnat de première division en Polynésie française. Les dix meilleurs clubs de Polynésie sont regroupés au sein d'une poule unique, la Ligue Mana, où ils s'affrontent à trois reprises au cours de la saison. Les quatre premiers de la saison régulière jouent une deuxième phase pour déterminer le champion tandis que les deux derniers sont relégués en Division 2.
C'est l’AS Dragon qui est sacrée champion de Polynésie cette saison après avoir battu l'AS Vénus en finale. C'est le troisième titre de champion de Polynésie française de l’histoire du club.
La sélection de Tahiti U17 participe au championnat cette saison afin de se préparer pour la Coupe d'Océanie de sa catégorie, qui se dispute à Tahiti en février 2017. Elle ne peut ni participer à la phase finale du championnat national, ni être reléguée en deuxième division.

## Qualifications continentales
Le champion de Polynésie française et son dauphin obtiennent chacun leur billet pour la phase de poules de la Ligue des champions de l'OFC 2018.

## Les clubs participants
- AS Pirae
- AS Tefana
- AS Vénus
- AS Dragon
- AS Taiarapu FC
- AS Manu-Ura
- JS Arue - Promu de Division 2
- Olympic Mahina - Promu de Division 2
- Tahiti U17
- AS Central Sports

## Compétition

### Première phase
Le barème utilisé pour établir le classement est le suivant :
- Victoire : 4 points
- Match nul : 2 points
- Défaite : 1 point

En cas d'égalité de points, ce sont les résultats des confrontations directes qui sont prises en compte.
Les clubs peuvent obtenir des points de bonus en remplissant certaines conditions concernant les entraîneurs et les arbitres.
| Rang | Équipe               | Pts | J  | G  | N | P  | Bp  | Bc  | Diff |
| ---- | -------------------- | --- | -- | -- | - | -- | --- | --- | ---- |
| 1    | AS TefanaT +6        | 102 | 27 | 23 | 0 | 4  | 127 | 32  | +95  |
| 2    | AS Dragon +6         | 97  | 27 | 20 | 4 | 3  | 81  | 40  | +41  |
| 3    | AS Central Sports +6 | 85  | 27 | 16 | 4 | 7  | 68  | 35  | +33  |
| 4    | AS Vénus +4          | 84  | 27 | 16 | 5 | 6  | 82  | 33  | +49  |
| 5    | AS Taiarapu FC +4    | 65  | 27 | 11 | 1 | 15 | 67  | 68  | -1   |
| 6    | AS Pirae +4          | 62  | 27 | 10 | 1 | 16 | 63  | 82  | -19  |
| 7    | AS Manu-Ura +2       | 59  | 27 | 8  | 6 | 13 | 34  | 56  | -22  |
| 8    | JS ArueP +4          | 59  | 27 | 9  | 1 | 17 | 39  | 73  | -34  |
| 9    | Olympic MahinaP +4   | 54  | 27 | 6  | 5 | 16 | 29  | 61  | -32  |
| 10   | Tahiti U17           | 33  | 27 | 2  | 1 | 24 | 23  | 133 | -110 |

|  | Qualification pour la deuxième phase                 |
|  | Relégation directe en Division 2                     |
|  | T : Tenant du titre P : Promu de division inférieure |

### Phase finale
Les quatre premiers du classement disputent la phase finale du championnat, jouée sous forme de matchs à élimination directe. Toutes les rencontres ont lieu au Stade Pater de Papeete les 17 et 28 mai 2017.
|  | Demi-finales           | Demi-finales           | Demi-finales           | Demi-finales           |          |          | Finale                 | Finale                 | Finale                 | Finale                 |
|  |                        |                        |                        |                        |          |          |                        |                        |                        |                        |
|  | 17 mai 2017, à Papeete | 17 mai 2017, à Papeete | 17 mai 2017, à Papeete | 17 mai 2017, à Papeete |          |          | 28 mai 2017, à Papeete | 28 mai 2017, à Papeete | 28 mai 2017, à Papeete | 28 mai 2017, à Papeete |
|  | 1                      | AS Tefana              | 2                      | 2                      |          |          | 28 mai 2017, à Papeete | 28 mai 2017, à Papeete | 28 mai 2017, à Papeete | 28 mai 2017, à Papeete |
|  | 1                      | AS Tefana              | 2                      | 2                      |          |          | 28 mai 2017, à Papeete | 28 mai 2017, à Papeete | 28 mai 2017, à Papeete | 28 mai 2017, à Papeete |
|  | 4                      | AS Vénus               | 3                      | 3                      |          |          | 28 mai 2017, à Papeete | 28 mai 2017, à Papeete | 28 mai 2017, à Papeete | 28 mai 2017, à Papeete |
|  | 4                      | AS Vénus               | 3                      | 3                      | AS Vénus | AS Vénus | 0                      | 0                      |                        |                        |
|  | 17 mai 2017, à Papeete |                        |                        |                        | AS Vénus | AS Vénus | 0                      | 0                      |                        |                        |
|  |                        |                        | AS Dragon              | AS Dragon              | 2        | 2        |                        |                        |                        |                        |
|  | 2                      | AS Dragon tab          | AS Dragon              | AS Dragon              | 2        | 2        | 2 (3)                  | 2 (3)                  |                        |                        |
|  | 2                      | AS Dragon tab          |                        |                        |          |          |                        | 2 (3)                  |                        |                        |
|  | 3                      | AS Central Sports      | 2 (2)                  | 2 (2)                  |          |          |                        |                        |                        |                        |
|  | 3                      | AS Central Sports      | 2 (2)                  | 2 (2)                  |          |          |                        |                        |                        |                        |

## Bilan de la saison
| Championnat de Polynésie française de football 2016-2017 |                      |
| Champion                                                 | AS Dragon (3e titre) |
| Qualifications continentales                             |                      |
| Ligue des champions de l'OFC 2018                        | AS Dragon            |
| Ligue des champions de l'OFC 2018                        | AS Vénus             |
| Promotions et relégations                                |                      |
| Promus en Ligue Mana                                     | AS Aorai             |
| Promus en Ligue Mana                                     | AS Tamarii Punaruu   |
| Relégués en Division 2                                   | Olympic Mahina       |
| Relégués en Division 2                                   | JS Arue              |